# Кантон Луцерн
Кантон Луцерн (скраћеница LU) је кантон у средишњем делу Швајцарске. Главни град је истоимени град Луцерн.

## Природне одлике
Кантон Луцерн се налази на северним падинама Алпа, који се овде називају Луцернским Алпима. Од појединачних планина позната је планина Пилатус изнар града Луцерна. Северни део кантона је мање покренут, више долински и валовит. Кантон излази на северну страну Луцернског језера. Кроз кантон протиче река Ројс. Највиши врх је на 2.349 метара. Површина кантона је 1.493 km².

## Историја
Кантон Луцерн је један од најстаријих чланова Швајцарске конфедерације, а њој се придружио већ 1332. г., одмах после најстарија три члана. 1848. г. кантон је предводио побуну против средишње швајцарске власти, која није успела.

## Окрузи
1. Ентлебух - седиште Шипфхајм,
2. Луцерн - седиште Луцерн,
3. Сурзе - седиште Сурзе,
4. Хохдорф - седиште Хохдорф.

## Становништво и насеља
Кантон Луцерн је имао 368.742 становника 2008. г.
У кантону Луцерн говори се немачки језик, који је и једини званични језик. Становништво је углавном римокатоличко (71%), а мањински протестантско (12%).
Највећа насеља су:
- Луцерн, 85.000 ст. - главни град кантона
- Сурзе, 9.000 становника.
- Хохдорф, 8.000 становника.

## Привреда
Главне привредне гране су: пољопривреда, туризам и разноврсна индустрија. Трговина, услуге и туризам су махом усредсређени у граду Луцерну.

## Галерија слика
- Град Луцерн, седиште кантона
- Типичан предео нижег дела кантона
- Стари град Сурзе
- Луцернско језеро и планина Пилатус